# Westvoorne
Westvoorne – gmina w prowincji Holandia Południowa w Holandii.